# Kotlina
Kotlina (deutsch Köstelwald) ist ein Ortsteil von Měděnec in Tschechien.

## Geographie
Kotlina liegt etwa 2 Kilometer nordöstlich von Měděnec auf dem Kamm des Erzgebirges. Durch den Ort führt die Verbindungsstraße von Výsluní nach Loučná pod Klínovcem. Östlich und südlich verläuft die Bahnstrecke Chomutov–Vejprty.

## Geschichte
Die erste urkundliche Erwähnung des Ortes datiert aus dem Jahr 1431, zu dieser Zeit war er im Besitz der Herren von Schönburg auf Birsenstein. In einer Teilungsurkunde vom 26. Oktober 1431 zwischen den Vettern Alesch und Wilhelm von Schönburg wird ein Heinz Kauphung mit dem „Lehen in Kessel“ erwähnt. Mit Vertrag vom 9. Juni 1449 verkaufte Wilhelm von Schönburg seine Besitzungen, zu der auch der Ort gehört, an Wilhelm I. Ileburg. Dieser verkaufte ihn am 10. Februar 1453 an die Brüder Apel, Busso und Bernhard von Vitzthum. In dieser Kaufurkunde wird der Ort „Köstelwald“ genannt. Nach Gründung von Kupferberg gehörte Köstelwald zu dessen Grundherren.
Der Schulunterricht für die Kinder des Ortes wurde in Preßnitz und Kupferberg abgehalten, bis 1790 eine Trivialschule im Ort eingerichtet wurde. Am 4. September 1876 wurde ein Schulneubau begonnen, der am 12. Juli 1882 feierlich geweiht wurde.
Mit Bau der Bahnstrecke Komotau–Weipert erhielt Kupferberg einen Bahnhof, der direkt an der südlichen Flurgrenze von Köstelwald angelegt wurde.
Im Jahr 1879 wurde Köstelwald mit Wenkau von Kupferberg abgetrennt und eigenständige Gemeinde. In der ersten Hälfte des 20. Jahrhunderts waren die Einwohner in Landwirtschaft, Musikinstrumentenproduktion, Spitzenklöppeln und Waldarbeit beschäftigt.
Nach dem Zweiten Weltkrieg wurde die fast ausschließlich deutschböhmische Bevölkerung vertrieben, der Ort war fast menschenleer. Der größte Teil der nun verlassenen Häuser wurde in der Folgezeit abgebrochen.
1979 wurde Kotlina mit Venkov nach Měděnec eingemeindet, im Jahr 2011 bestand der Ort aus 5 Anwesen sowie einer Kapelle.
Kapelle St. Anna

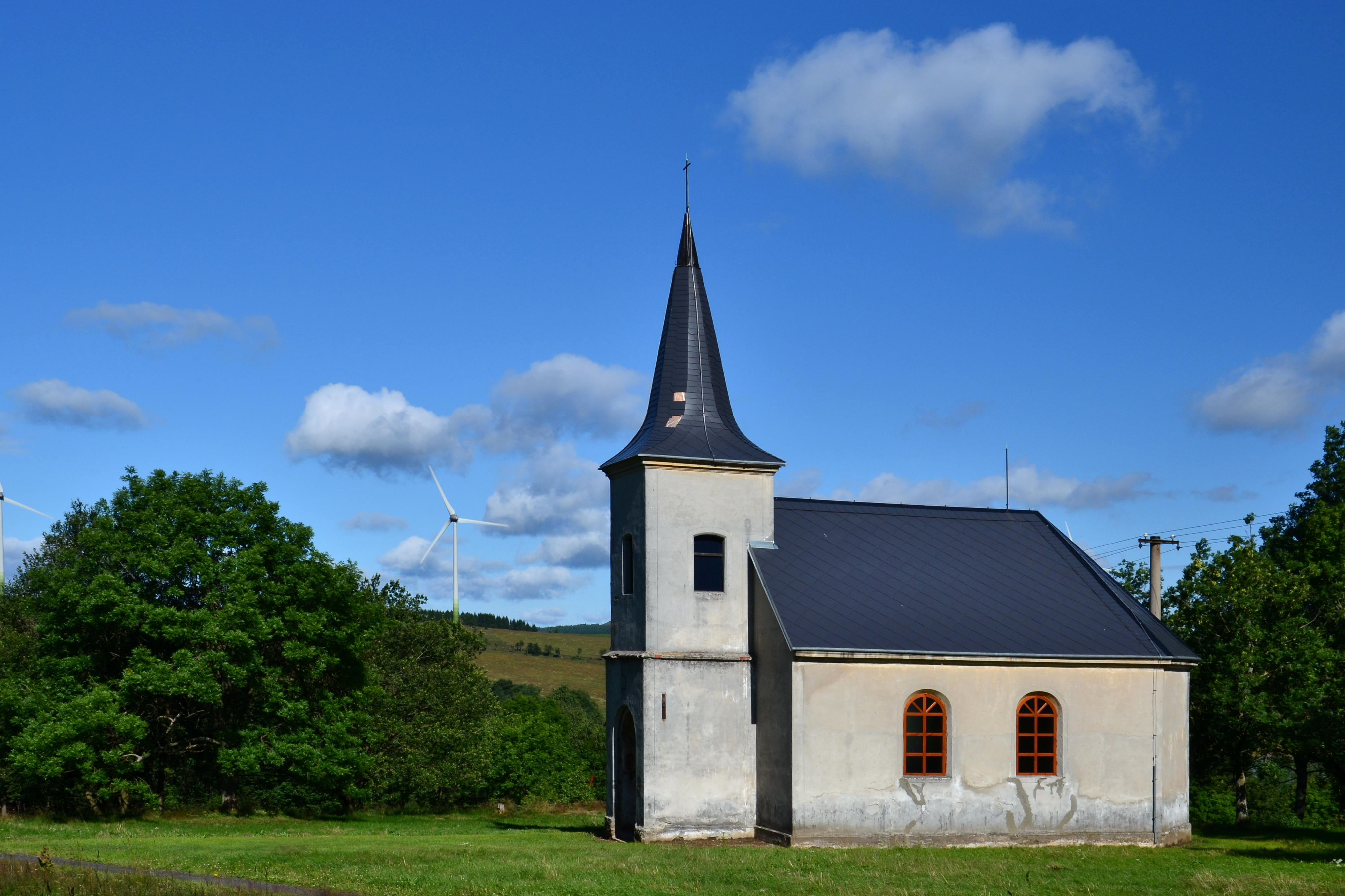
Kapelle in Kotlina (2012)

Bereits 1914 sollte eine Kapelle errichtet werden, wofür bereits ein Grundstück erworben und Baumaterialien beschafft wurden. Auch die Bausumme war bereits durch Spenden gedeckt. Der Erste Weltkrieg verhinderte jedoch den Bau, das Geld ging als Kriegsanleihe an den österreichischen Staat, von der nach Kriegsende nichts blieb.
Im Jahr 1933 konnte endlich eine Kapelle errichtet werden, sie wurde der Heiligen Anna geweiht. Infolge der Vertreibung der deutschböhmischen Bevölkerung wurde das Gebäude nicht mehr instand gehalten und verfiel zunehmend. – Zuletzt hatte das Gebäude weder Tür noch Fenster, ein undichtes Dach durch das Niederschlagswasser den Bau durchfeuchtete und Schäden an Wänden und Decke verursachte. Im Winter lagerte sich über Monate Schnee im Innenraum ab.
Im Jahr 2010 finanzierte die Gemeindeverwaltung von Měděnec ein neues Dach sowie eine Decke im Innenraum. Im Folgejahr wurde Blitzschutz installiert sowie neue Fenster und eine Tür eingebaut. 2013 erhielt auch der Turm neue Fenster. 2014 begannen Bewohner aus Tschechien und Deutschland in privater Initiative und privaten Geldern mit der Renovierung des Innenraums. Elektrokabel wurden verlegt und innen neuer Wandputz aufgebracht. Die alte, verfaulte Empore wurde entfernt und neue Balken als Tragwerk eingesetzt. Ein neuer Fußboden aus Steinbelag wurde eingebaut. Aus Sachsen wurden neue Kirchenbänke aufgestellt. Auch ein Harmonium wurde beschafft. Nach Abschluss der Sanierung im Innenraum mit Einbau der Treppe und des Geländers an der Empore wurden im Auftrag der Gemeindeverwaltung die Außenmauern trockengelegt. Am 20. August 2014 fand die erste Eheschließung seit 1945 statt. Ebenfalls im Auftrag der Gemeindeverwaltung wurde neuer Außenputz angebracht und gelb gestrichen. Am 6. September 2014 wurde die Kapelle feierlich neu eingeweiht.
Im Jahr 2014 wurde vom Erzgebirgszweigverein Crottendorf eine neue 70 Kilogramm schwere Bronzeglocke von der Glockengießerei der Abtei Maria Laach in der Eifel beschafft. Diese wurde am 2. November des Jahres in der Dreifaltigkeitskirche Crottendorf geweiht. Am 28. April 2015 wurde die Glocke in der Kapelle aufgehängt und am 10. Mai des Jahres feierlich angeläutet.

## Entwicklung der Einwohnerzahl
| Jahr | Einwohnerzahl |
| ---- | ------------- |
| 1869 | 493           |
| 1880 | 512           |
| 1890 | 583           |
| 1900 | 670           |
| 1910 | 574           |

| Jahr | Einwohnerzahl |
| ---- | ------------- |
| 1921 | 458           |
| 1930 | 526           |
| 1950 | 8             |
| 1961 | 12            |
| 1970 | 11            |

| Jahr | Einwohnerzahl |
| ---- | ------------- |
| 1980 | 10            |
| 1991 | 9             |
| 2001 | 8             |
| 2011 | 7             |